# めんつゆ
めんつゆ（麺汁）とは出汁と醤油とみりん（または日本酒）、砂糖をベースに作られた調味料である。
そば、うどん、冷や麦、そうめんなどの麺料理に使用する物であるが、煮込み料理や天ぷらのつゆとして利用されることもある。

## 製法
かえしと出汁から作る。かえしは濃口醤油と砂糖・みりんなどを煮て作る。出汁は昆布、カツオ・サバなどの削り節、しいたけ、いりこなどを用いて煮出したもの。

## 歴史
醤油を使ったかえしが登場する以前、うどんがすでに存在した室町時代に「たれみそ」と呼ばれるものが存在した。そのたれみそはみそに水を加えて煮詰め、布袋に入れて吊るし垂らして作っていたものである。種類としてはたれみそをそのまま火を入れずに作る「生たれ」と、生たれに削った鰹節を入れて煮詰めて作る「煮貫」（にぬき）の2種類がある。ちなみに生たれが省略され、たれとなった。このことが生たれの名残と思われる。
1643年（寛永20年）以前に書かれた書物『料理物語』中にそばつゆに関して、うどんのたれみそもしくは煮貫に大根の汁を加え、削り節・大根おろし・あさつきにからし・わさびを加えてもよいと書かれている。
1751年（寛延4年）の書物『蕎麦全書』には、つゆの製法が2種類記述されている。
たれみそを使ったつゆの作り方
1. たれみそ・酒・削った鰹節を合わせ煮詰める。
2. 煮詰めたものをこし、塩・たまり醤油で味を調える。

上記のたれみそが当時、江戸の蕎麦屋で使われていたつゆで、そのままではなく温めて使用していた。
しょうゆを使ったつゆの作り方
1. しょうゆ・酒・水を合わせ、弱火で煎じて作る。

『蕎麦全書』の著者、日新舎友蕎子が自家製で作っていたもので本人は精進汁（動物性のたんぱく質を使用しない汁）を好んでいたため鰹節を使わなかったが、説明のつけだしにだしを好む人はかつおだしを加えるとよいと記述していた。それ以後、醤油とみりん（もしくは糖度の高い酒）を使用したつゆが普及することになった。

## 市販品
市販品は手間なく一定の味が得られ用途が広いなど便利な点があり、様々な料理の調味料としても使用可能であることから、2000年代以降は醤油の代用調味料としての普及と使用率が高まっている。
市販品は「めん類等用つゆ品質表示基準」にて、品質表示基準が定められており、めんつゆの定義も同基準に記述されている（下記）。
日本において1980年代以降日本人1人当たりの醤油の消費量は減少傾向であるが、醤油を原材料とした調味料、めんつゆは需要・消費量が伸びていることから、醤油出荷量の割合において1980年代に業務・加工用が家庭用を上回っており、世帯当たり支出金額では1990年代にめんつゆ購買額（たれ含む）が醤油の購買額を上回っている。2000年代では、家事の負担軽減化を求める傾向や食に対して簡便性の高さを求める傾向からめんつゆの普及が進み、料理の味付けにおいて醤油よりも市販品のめんつゆを中心に使用する家庭が増加している。
液状のものは、開封後そのまま使用可能なストレートタイプと用途に応じて水で希釈して用いる濃縮タイプが存在し、他に粉末状のものもある。麺と一緒に食する用途以外にも、煮物の味付けや鍋物の出汁として、天ぷらのつけ汁として、希釈せずにそのまま食材（冷奴や大根おろしなど）にかけて食べる、他の調味料と合わせてドレッシングや和風ソースなどに加工して用いる、他には卵かけご飯などを作る際の醤油の代わりに利用する、など用途は幅広く、簡便性と汎用性も高いことを利用して様々なレシピが考案されている。
濃縮タイプで糖類が用いられているものは浸透圧が増加し、水分活性が低下することで保存性が高まっているが、高温状態での保存は醤油由来のアミノ酸と糖類が反応してストレッカー分解により炭酸ガスを発生することがあるため、開封後は冷暗所に保存し、なるべく早く使い切るのが望ましく、賞味期限はストレートタイプで3-5日程度、濃縮タイプで2週間から2か月程度が目安とされる。
- 3倍濃縮のめんつゆ
- 減塩タイプのめんつゆ